# 秋山昌範
秋山 昌範（あきやま まさのり）は、日本の医学者。東京大学政策ビジョン研究センター元教授。電子カルテの権威とされていた。

## 経歴
- 1983年3月 徳島大学医学部卒業
- 1984年1月 徳島大学医学部附属病院泌尿器科 研修医
- 1984年4月 徳島市民病院泌尿器科 医員
- 1986年4月 公立大川総合病院（現・さぬき市民病院）泌尿器科 医員
- 1987年3月 高松赤十字病院泌尿器科 医師
- 1988年4月 国立療養所多磨全生園泌尿器科 厚生技官・医師、慶應義塾大学医学部病理学講座研究生
- 1990年4月 国立病院四国がんセンター泌尿器科 厚生技官・医師
- 1997年4月 国立国際医療センター病院総合外来部 厚生技官・第二総合外科医長
- 1997年10月 国立国際医療センター病院第一専門外来部 厚生技官・第五内科医長
- 1998年4月 国立国際医療センター病院情報システム部 厚生技官・情報システム部長（併任）
- 2005年10月 マサチューセッツ工科大学スローン経営大学院 客員教授
- 2009年8月 東京大学政策ビジョン研究センター 教授

### 不祥事
東京大学などに架空の研究費などを請求し2000万円余りをだまし取ったとして、東京地検特捜部は2013年7月25日、秋山昌範を詐欺の疑いで逮捕するとともに、東京・本郷の秋山の自宅など関係先を家宅捜索した。
逮捕容疑は2010年2月～11年9月、懇意にしているシステム販売会社の社長らと共謀、同社など複数社に研究調査などを発注したように装って、東大や岡山大に架空の委託契約料を請求し、複数社の預金口座に約2180万円を振り込ませた疑い。2015年3月6日付で東大は秋山を懲戒解雇処分とした。
1審の東京地方裁判所では詐欺罪で懲役3年の実刑を言い渡されたが、1審判決後に国に研究費の全額を自主返納したことから、2017年12月13日、東京高等裁判所で1審判決が破棄され、懲役3年、執行猶予5年を言い渡された。この件に絡み、2022年2月10日付で厚生労働省から業務停止3年の処分を受けた。

## 著書
- ITで可能になる患者中心の医療（2003年、日本医事新報社）ISBN 4784972781